# Scotinella brittoni
Scotinella brittoni là một loài nhện trong họ Phrurolithidae.
Loài này thuộc chi Scotinella. Scotinella brittoni được Willis J. Gertsch miêu tả năm 1941.